# Grupo Sura
Il Grupo Sura (nome ufficiale: Grupo de Inversiones Suramericana) (BVC:GRUPOSURA) è una società di servizi finanziari fondata nel 1944 in Colombia che opera nei settori dei fondi di investimento, delle assicurazioni e della banche ma anche in settori industriali quali processi alimentari, edilizia e energetico.. È quotata alla Borsa di Colombia (BVC) ed è iscritta nel programma ADR - Livello I negli Stati Uniti. Fa parte dell'indice di sostenibilità Dow Jones, il quale riconosce le organizzazioni nel mondo che si distinguono per le loro buone pratiche a livello economico, sociale e ambientale.
La sede principale del Grupo SURA è a Medellín, in Colombia. Nel 2023 l'azienda contava circa 30.000 dipendenti.

## Storia
Il 12 dicembre 1944 fu creata a Medellín, dipartimento di Antioquia, la Compañía Suramericana de Seguros S.A., dedicata all'attività assicurativa in Colombia. L'azienda è cresciuta e ha generato nuove linee di business e ha incorporato altre importanti società colombiane nel suo portafoglio di investimenti. Negli anni '70, di fronte a tentativi di acquisizione ostili da parte di gruppi economici di altre regioni del paese, è stato attuato un processo per proteggere l'industria regionale attraverso scambi di azioni tra aziende di origine Antioquia, come Suramericana de Seguros, Cementos Argos e National Chocolate Company, tra le altre.
Nel dicembre 1997, la Compañía Suramericana de Seguros è stata ristrutturata attraverso una scissione: la gestione del portafoglio di investimenti è stata separata dall'attività operativa assicurativa. Di conseguenza, è nata la società Suramericana de Inversiones S.A., che è diventata la società madre.
Nel luglio 2011, il Grupo Sura ha acquisito le attività del Gruppo ING in America Latina per 3,85 miliardi di dollari. Con l'acquisizione, Grupo Sura ha rilevato  il controllo delle attività pensionistiche e di risparmio volontario di ING in Cile, Colombia, Messico, Uruguay e la partecipazione dell'80% di ING in AFP Integra S.A. in Perù; le attività di assicurazione sulla vita in Cile e Perù; la partecipazione del 33,7% di ING in InVita Seguros de Vida S.A. in Perù.
Nel febbraio 2015, Grupo Sura ha acquisito Seguros Banistmo a Panama per un valore di 96,4 milioni di dollari, rendendolo un forte concorrente nel paese centroamericano con vendite di 126.400 dollari nel 2016 e occupando il quarto posto dietro ASSA, International Insurance e Mapfre.
Nel settembre 2015, Grupo Sura ha acquistato le attività di RSA in America Latina per 403 milioni di sterline. Con l'acquisizione, il Grupo Sura è entrato nei mercati assicurativi argentino, brasiliano e uruguaiano e ha ampliato le proprie operazioni in Colombia, Cile e Messico.

## Portafoglio di investimenti
Il portafoglio di investimenti del Grupo Sura è suddiviso in due categorie:

### Investimenti strategici
Gli investimenti strategici sono al centro della gestione del Grupo Sura e sono società che operano nei settori bancario, assicurativo, pensionistico, del risparmio e degli investimenti, come le filiali – specializzate in assicurazioni, tendenze e rischi – e la gestione patrimoniale – nei settori della pensione, del risparmio e degli investimenti. Di questa categoria fa parte anche il Grupo Bancolombia, il principale azionista e una delle partecipazioni più importanti del portafoglio.

### Investimenti industriali
Si tratta principalmente di investimenti in Grupo Nutresa e Grupo Argos, attivi nei settori degli alimenti trasformati, del cemento, dell'energia e delle infrastrutture.